# 伊夫雷亞王朝
伊夫雷亞王朝，又稱安斯卡里齊王朝（義大利語：Anscarici），歐洲歷史上的一個王朝，其不同分支曾於1126年至1369年間統治卡斯提爾王國、1126年至1230年間統治雷昂王國，其中1230-1369年為莱昂和卡斯蒂尔的共主邦聯。曾短暂夺取意大利王位。其主支在11—14世纪统治勃艮第伯国。

## 國王列表

### 雷昂國王和卡斯提爾國王
1. 阿方索七世，1126年至1157年在位

### 萊昂國王
1. 費爾南多二世，1157年至1188年在位
2. 阿方索九世，1188年至1230年在位

### 卡斯提爾國王
1. 桑喬三世，1157年至1158年在位
2. 阿方索八世，1158年至1214年在位
3. 恩里克一世，1214年至1217年在位

### 雷昂國王和卡斯提爾國王
1. 費爾南多三世，1217年至1252年作為卡斯提爾國王，1230年至1252年作為雷昂國王在位，此後雷昂國王均兼任卡斯提爾國王
2. 阿方索十世，1252年至1284年在位
3. 桑喬四世，1284年至1295年在位
4. 費爾南多四世，1295年至1312年在位
5. 阿方索十一世，1312年至1350年在位
6. 佩德羅一世，1350年至1369年在位